# Salvador Hedilla Pineda
Salvador Hedilla Pineda (Castillo, 9 de novembre de 1882 – El Prat de Llobregat, 30 d'octubre de 1917) fou un empresari i pioner de l'aviació castellà, conegut principalment per realitzar el primer vol entre Barcelona i Palma. Durant la seva joventut va emigrar a l'Argentina, on va obrir un taller mecànic, després aniria a França, a on rebria formació aeronàutica i el títol de pilot. Posteriorment es traslladaria a Catalunya, on va dirigir l'Escola Catalana d'Aviació, la primera de tot l'estat espanyol. Moriria poc després, en el primer accident d'aviació mortal a Barcelona, juntament amb Josep Maria Armangué i Feliu.

## Biografia
De jove, Hedilla era un apassionat de la mecànica i, el 1901 amb 19 anys, va emigrar a l'Argentina. Allà hi va obrir un taller de bicicletes que acabaria fent créixer fins a treballar amb automòbils de luxe. El 1911 descobriria el món de l'aeronàutica a l'Argentina i, un any més tard, va deixar-ho tot per anar a França, la meca de l'aviació, a on va aconseguir el títol de pilot.
El 1913 tornaria a l'estat espanyol i només un any més tard guanyà la Copa Montañesa de Aviación recorrent en un dia un trajecte de 635 km entre Santander i Angulema. Realitzaria una breu estada a Cuba, i després seria instructor de vol a l'Escuela Nacional de Pilotos de Getafe.
L'empresa catalana Pujol, Comabella i Cia. contractaria Hedilla el 1916 i aquell mateix any es convertí en el primer director de l'Escola Catalana d'Aviació. Aprofitant els coneixements d'Hedilla l'empresa fabricaria el seu primer avió, també el 1916: un Hedilla II-Rhône 80 CV batejat com a Monocoque II.
El 2 de juliol de 1916, Salvador Hedilla s'enlairaria amb el Monocoque II en direcció cap a Palma, en un matí una mica emboirat. Seguint l'esdeveniment hi havia desenes de curiosos, ja que l'Aeroclub de Catalunya detallava informació sobre el raid a la Rambla de Canaletes. Periodistes de La Veu de Catalunya, l'Aeroclub i diverses autoritats seguirien la gesta embarcats en dos vaixells del Ministeri de la Marina, que havien sortit cinc hores abans del vol: el contratorpediner, Prosperina, i el canoner, Temerari.
El vol va ser inicialment turbulent, a 500 metres el vent de llevant obligava Hedilla a maniobrar-hi en contra contínuament per evitar esgotar el combustible, i va fer que considerés girar cua. Tot i això, Hedilla va persistir, per esquivar el front va haver d'enfilar-se fins als 2.000 metres. De mica en mica la ventarulla va afluixar, i tot i la calor i la poca visibilitat va aconseguir arribar a Palma.

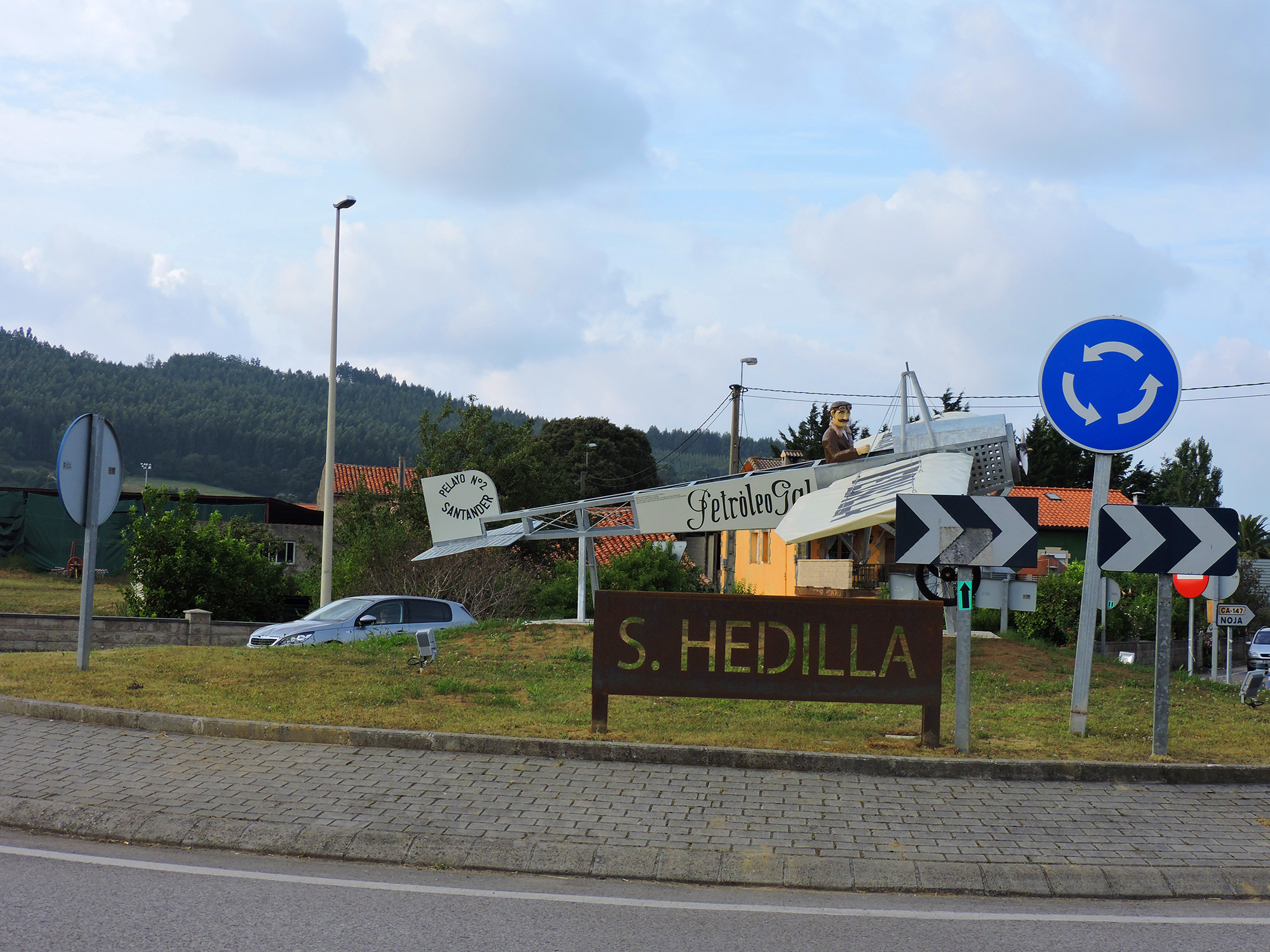
Rotonda dedicada a Hedilla a Castillo.

Per sorpresa d'Hedilla, a les set del matí, l'esplanada on havia d'aterrar estava plena de gom a gom, unes vint mil persones. Tot i que ja havia descendit, veient la multitud i la impossibilitat d'aterrar en aquella gentada, el pilot va decidir reprendre el vol i va acabar aterrant entre Son Sunyer i Son Banya, en un camp de blat a les 7.19, dues hores i vuit minuts després d'haver-se enlairat del Prat. L'entusiasta massa aviat va arribar a on havia aterrat Hedilla i la Guàrdia Civil i els voluntaris designats pel Veloç Sport Balear van haver d'escortar el pioner, que minuts després seria recompensat amb la copa de la Mediterrània al Grand Hotel per l'alcalde Nicolau Alemany i Pujol.
El 30 d'octubre de 1917, vora l'aeròdrom de la Volateria, al Prat de Llobregat, Hedilla i l'industrial català Josep Maria Armangué i Feliu s'estavellarien en el que seria el primer accident mortal d'aviació de Barcelona.